# 저지 (옷)

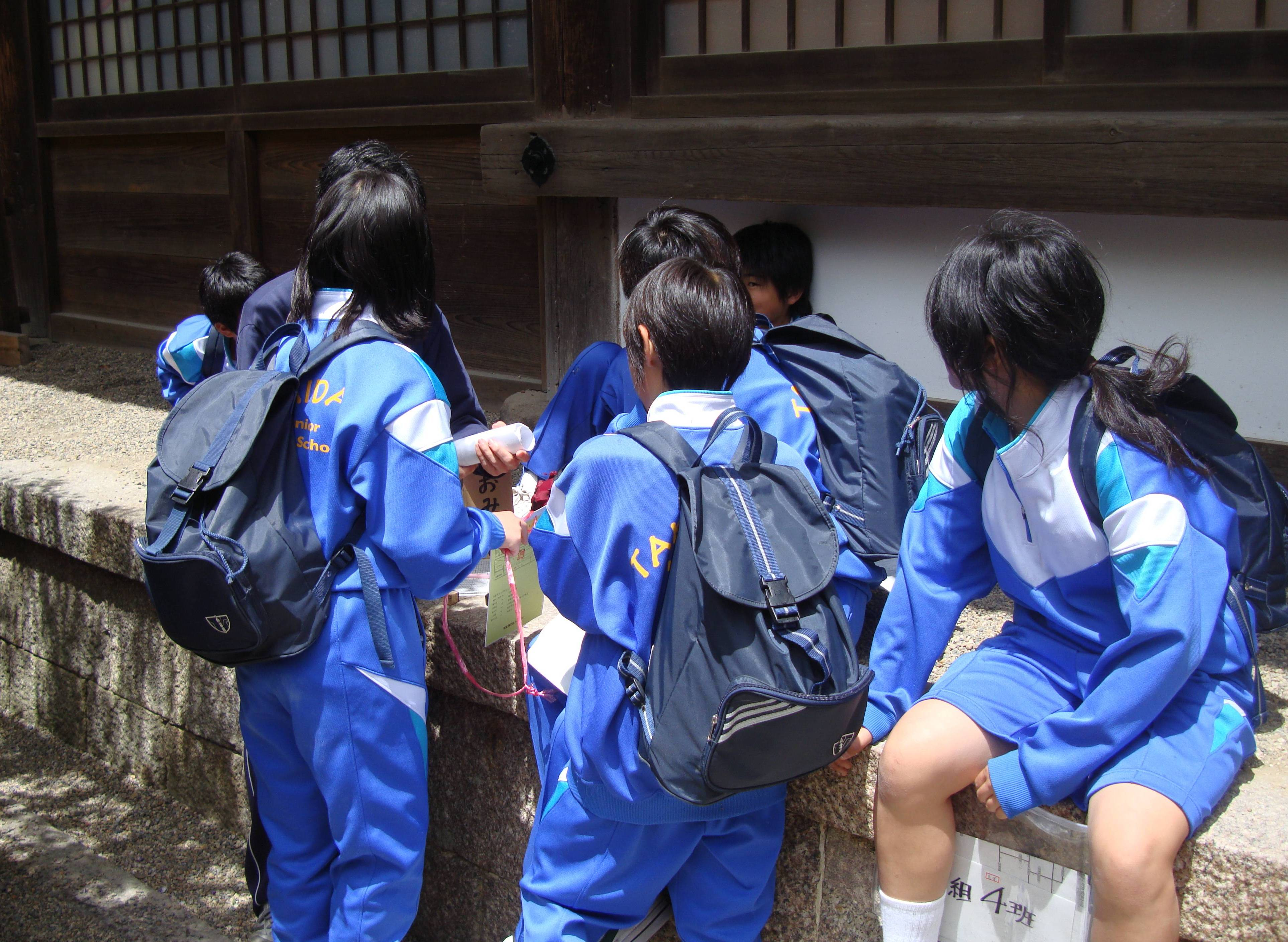
학교제복 (일본)

저지(영어: jersey)는 운동할 때 입는 상의로, 땀을 쉽게 밖으로 내 보낼 수 있도록 만든 천을 쓴다.

## 재질
피부에서 흘리는 땀을 빨리 공기 중으로 날려 보내 운동할 때 옷이 축축해지지 않도록 미세 합성섬유로 만들며, 대한민국에서는 이런 재질의 옷을 기능성 의류 등으로 부른다.

## 특징
같은 편 선수 끼리는 같은 모양이나 특정한 색으로 만들어 소속감을 가지도록 하는 경우가 많다. 조(단체) 이름, 후원 회사 이름이나 선수 등 번호를 새기며, 색깔은 보통 밝은 원색으로 만들어 쉽게 눈에 띄도록 한다. 자전거 용 저지는 몸에 딱 맞도록 해서 자전거 타는데 옷이 펄럭거려 방해하지 않도록 만든다.

## 자전거 저지
자전거 경기에서 우승한 선수에게는 그 대회 상징으로 특별한 저지를 만들어 주기도 한다. 투르 드 프랑스에서 선두를 차지한 선수에게는 노란 저지나 무지개 저지를 입을 수 있도록 한다.

## 저지 등 번호
야구, 농구, 미식축구 등 단체 경기를 치르는 종목에서는 그 조의 선수를 기념하기 위해 한 선수가 은퇴할 경우 그 선수가 쓰던 저지 번호를 다른 선수가 이어받아 쓰지 못하도록 하여 영구 결번으로 처리하는 경우가 있다.
단체 경기에서 저지에 다는 번호는 00번부터 99번까지인데, 규칙에 따라 100번도 쓸 수 있도록 하는 곳도 있다.

## 같이 보기
- 축구 유니폼